# Labuan Bajo
Labuan Bajo es un pueblo de pescadores,  ubicado en el extremo occidental de la gran isla de Flores en la provincia de Nusa Tenggara Oriental de Indonesia . Es la capital de la Regencia de West Manggarai, una de las ocho regencias que son las principales divisiones administrativas de Flores.

## Turismo
Una vez que fue un pequeño pueblo de pescadores, Labuan Bajo (también escrito Labuhanbajo y Labuanbajo) es ahora un centro turístico y un centro de gobierno para la región circundante.  Las instalaciones para apoyar las actividades turísticas se están expandiendo rápidamente, aunque el rápido aumento en el número de visitantes está imponiendo algunas tensiones en el medio ambiente local.

### Parque Nacional de Komodo
Labuan Bajo es la puerta de entrada para viajes a través del cercano Parque nacional de Komodo a la isla de Komodo y la isla Rinca, ambas hogar de los famosos dragones de Komodo . Las islas en Labuan Bajo tienen un hermoso encanto natural, uno de los cuales es un destino acuático con vistas submarinas y una variedad de vida marina encantadora. Hay numerosos puntos de snorkel en las islas cercanas a Labuan Bajo. Las islas Kanawa y Seraya, por ejemplo, ofrecen buenos sitios de buceo y snorkel. Sin embargo, las corrientes pueden ser fuertes en algunos sitios, por lo que se necesita cuidado. Todas las noches en la isla de Kalong, al sur de Labuan Bajo, miles de murciélagos zorro volador (conocidos como burung kalong en indonesio) brindan una exhibición increíble. Al anochecer, los murciélagos emergen de los manglares que rodean la isla de Kalong y, en cuestión de minutos, comienza a formarse una columna a medida que miles de murciélagos comienzan a cruzar hacia la isla principal de Flores, al este. Más y más murciélagos se unen a la columna durante quizás los próximos 30 minutos más o menos. La columna pronto forma un rastro notable en el cielo que se extiende por millas mientras los murciélagos vuelan hacia el este a Flores para buscar comida en los bosques cercanos.
Otras características cercanas a Labuan Bajo incluyen varias cascadas, instalaciones para caminatas y muchas playas diversas. El pueblo es pequeño y se puede recorrer fácilmente a pie en 15 minutos.
La cueva de piedra del espejo (cueva Batu cermin ) tiene solo 4 kilómetros de distancia
Otro lugar que no es tan popular, pero que vale la pena visitar, se llama Wae Rebo Village. Para llegar a Wae Rebo, se requieren siete horas de viaje y el pueblo es conocido por su casa tradicional llamada Mbaru Niang .

### Otra información turística

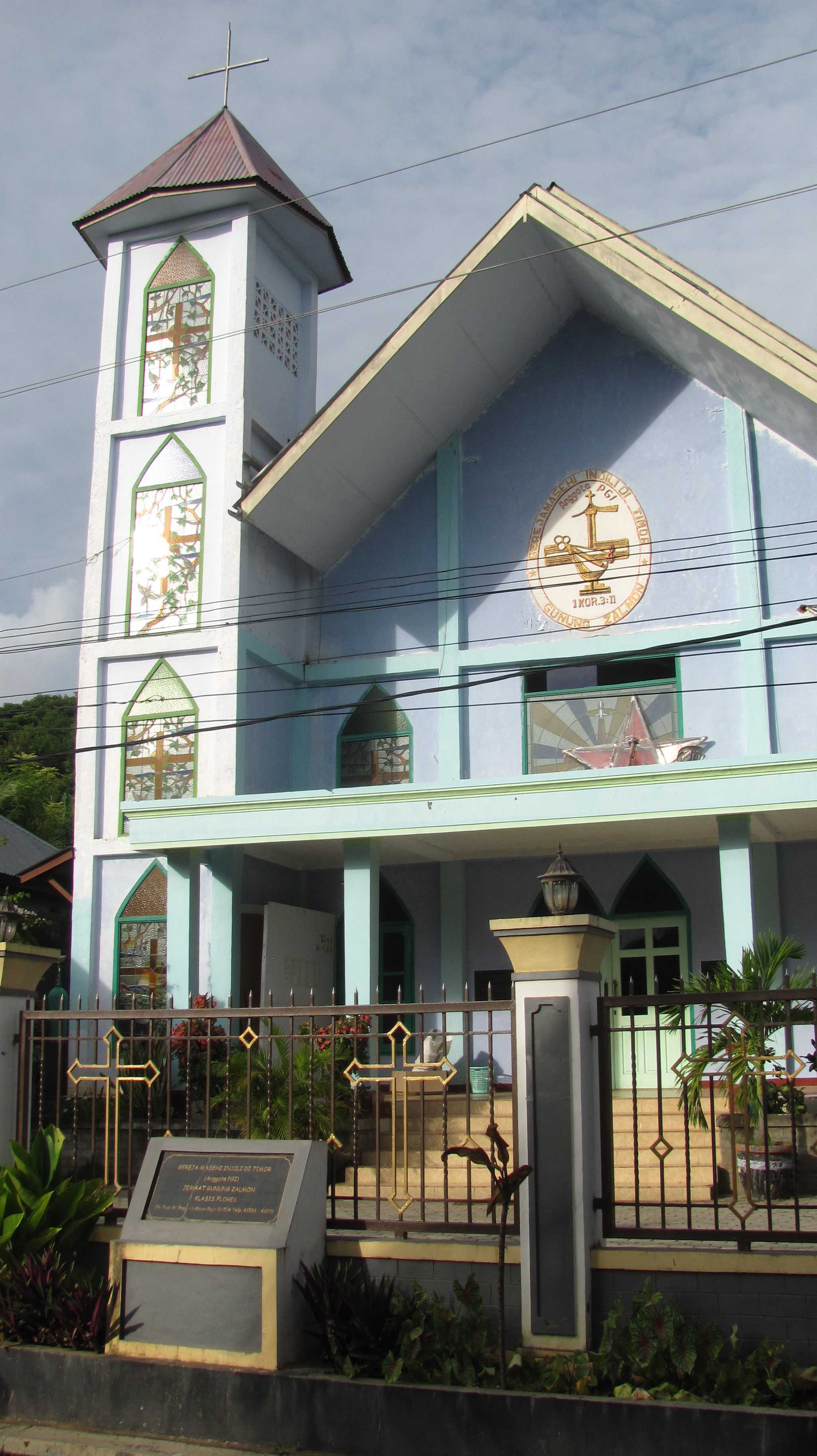
Iglesia reformada holandesa "Gereja Masehi Injili"

Hay varias iglesias interesantes y una mezquita. Hay numerosos cajeros automáticos alrededor de la ciudad y las calles principales están pavimentadas.
Hacia el este desde Labuan Bajo, se puede viajar por carretera a otras ciudades de Flores, como Ruteng, Bajawa, Ende y Maumere .

### Desarrollo turístico
En Labuan Bajo, el desarrollo del turismo ha tenido un gran impacto en la economía al crear oportunidades de trabajo para la población local y aumentar los ingresos en el área. El total de alojamientos también ha aumentado en la zona. En 2019, el área incluía 13 hoteles de cinco estrellas, 68 hoteles sin estrellas, 4 villas y 26 dormitorios.

## Transporte

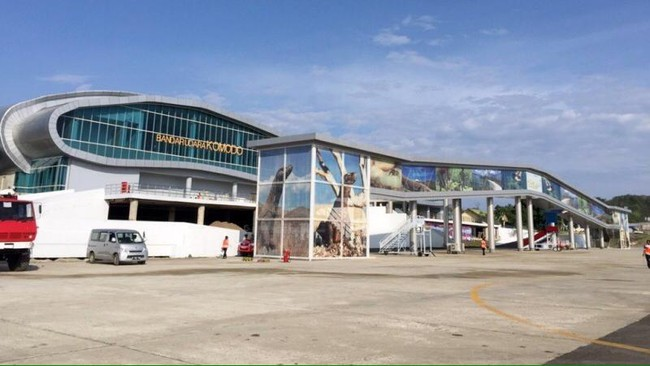
Aeropuerto de Komodo

El aeropuerto de Komodo se encuentra a solo 2 km del centro de Labuan Bajo y tiene de 4 a 6 vuelos diarios que llegan desde Denpasar en Bali y otros lugares. El puerto de Labuan Bajo tiene salidas diarias de ferry a la ciudad de Bima al oeste en la gran isla de Sumbawa y salidas semanales o quincenales a Denpasar y Sulawesi . También hay vuelos directos desde Yakarta a Labuan Bajo por Garuda Indonesia y Batik Air .

## Economía
La economía local de la ciudad se centra en el puerto de ferry y el turismo, las tiendas y restaurantes locales y el comercio de buceo. La mayoría de los turistas extranjeros son europeos, muchos de Italia, y también de Australia y el Reino Unido . El área más amplia produce pescado y aceite de palma; también hay una gran cantidad de agricultura de subsistencia en las aldeas de la región donde los niveles de vida aún son bajos. Los niveles de pobreza en las áreas rurales son altos.
Los gobiernos nacionales y regionales hicieron de 2012 un año para promover el turismo regional alrededor de Labuan Bajo y el cercano Parque nacional de Komodo con un festival de seis meses desde julio hasta diciembre de 2012.

## Clima
Labuan Bajo tiene un clima de sabana tropical (Aw) con lluvias moderadas a escasas de abril a noviembre y fuertes lluvias de diciembre a marzo.
| Parámetros climáticos promedio de Labuan Bajo | Parámetros climáticos promedio de Labuan Bajo | Parámetros climáticos promedio de Labuan Bajo | Parámetros climáticos promedio de Labuan Bajo | Parámetros climáticos promedio de Labuan Bajo | Parámetros climáticos promedio de Labuan Bajo | Parámetros climáticos promedio de Labuan Bajo | Parámetros climáticos promedio de Labuan Bajo | Parámetros climáticos promedio de Labuan Bajo | Parámetros climáticos promedio de Labuan Bajo | Parámetros climáticos promedio de Labuan Bajo | Parámetros climáticos promedio de Labuan Bajo | Parámetros climáticos promedio de Labuan Bajo | Parámetros climáticos promedio de Labuan Bajo |
| Mes                                           | Ene.                                          | Feb.                                          | Mar.                                          | Abr.                                          | May.                                          | Jun.                                          | Jul.                                          | Ago.                                          | Sep.                                          | Oct.                                          | Nov.                                          | Dic.                                          | Anual                                         |
| --------------------------------------------- | --------------------------------------------- | --------------------------------------------- | --------------------------------------------- | --------------------------------------------- | --------------------------------------------- | --------------------------------------------- | --------------------------------------------- | --------------------------------------------- | --------------------------------------------- | --------------------------------------------- | --------------------------------------------- | --------------------------------------------- | --------------------------------------------- |
| Temp. máx. media (°C)                         | 30.4                                          | 29.8                                          | 30.5                                          | 31.0                                          | 30.8                                          | 30.4                                          | 30.4                                          | 30.9                                          | 31.5                                          | 31.9                                          | 31.5                                          | 30.7                                          | 30.8                                          |
| Temp. media (°C)                              | 25.6                                          | 25.3                                          | 25.7                                          | 25.8                                          | 25.3                                          | 24.7                                          | 24.1                                          | 24.4                                          | 25.2                                          | 26.0                                          | 26.5                                          | 26.0                                          | 25.4                                          |
| Temp. mín. media (°C)                         | 20.9                                          | 20.9                                          | 20.9                                          | 20.6                                          | 19.9                                          | 19.0                                          | 17.9                                          | 17.9                                          | 18.9                                          | 20.2                                          | 21.5                                          | 21.3                                          | 20                                            |
| Lluvias (mm)                                  | 291                                           | 274                                           | 196                                           | 103                                           | 80                                            | 42                                            | 25                                            | 24                                            | 21                                            | 46                                            | 118                                           | 205                                           | 1425                                          |
| Fuente: Climate-Data.org                      |                                               |                                               |                                               |                                               |                                               |                                               |                                               |                                               |                                               |                                               |                                               |                                               |                                               |

## Galería

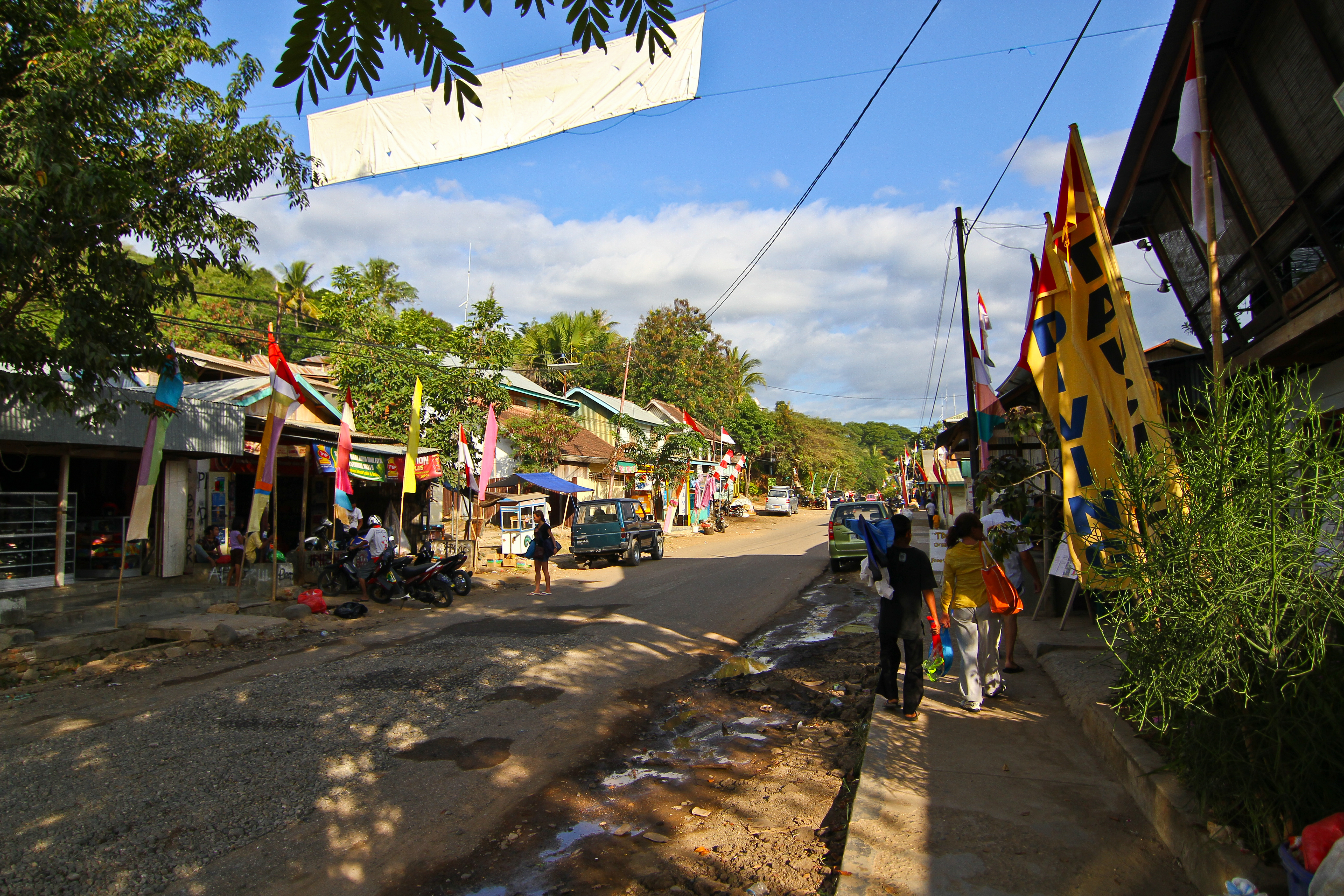
Calle principal
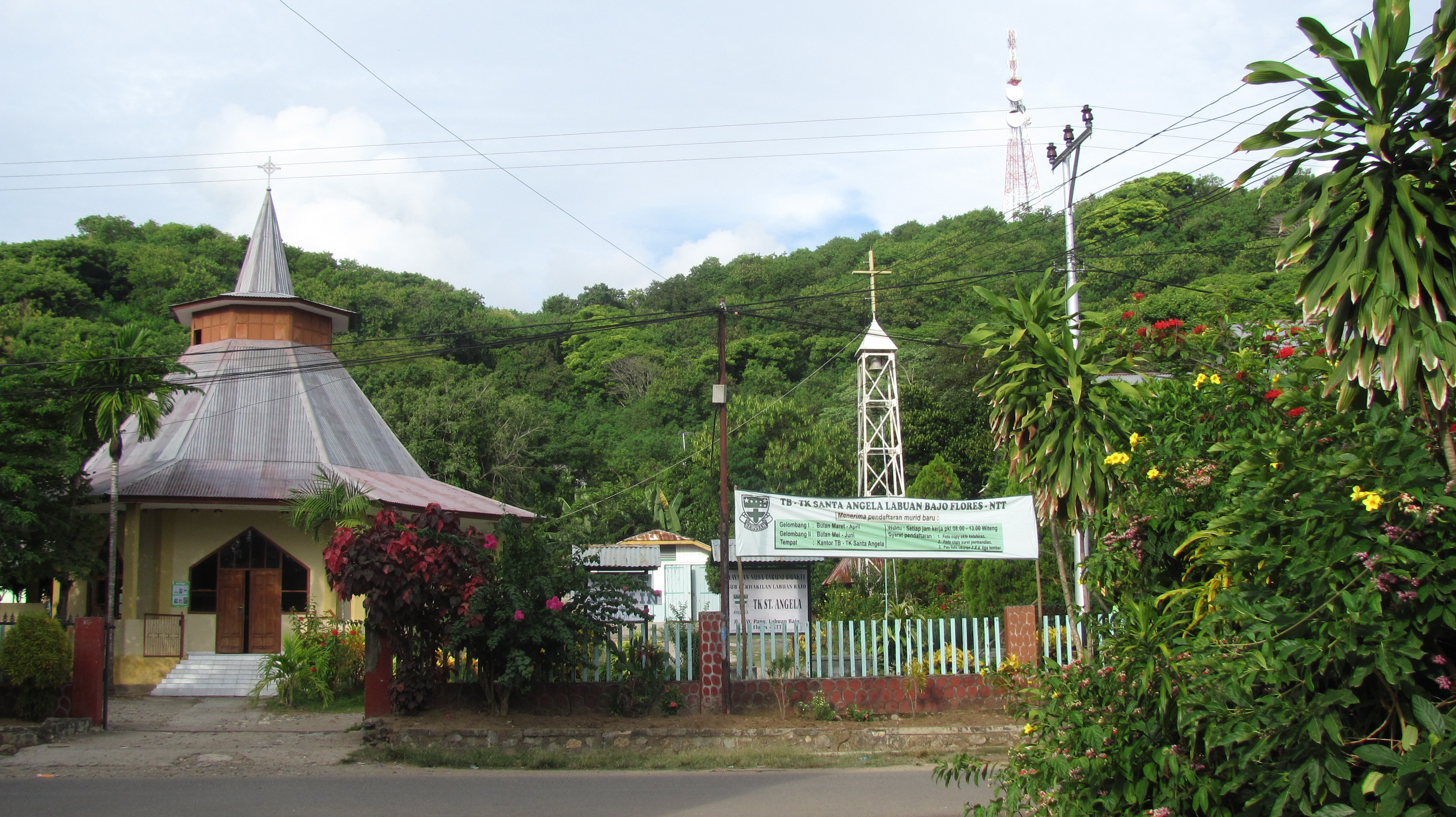
Iglesia de Santa Ángela
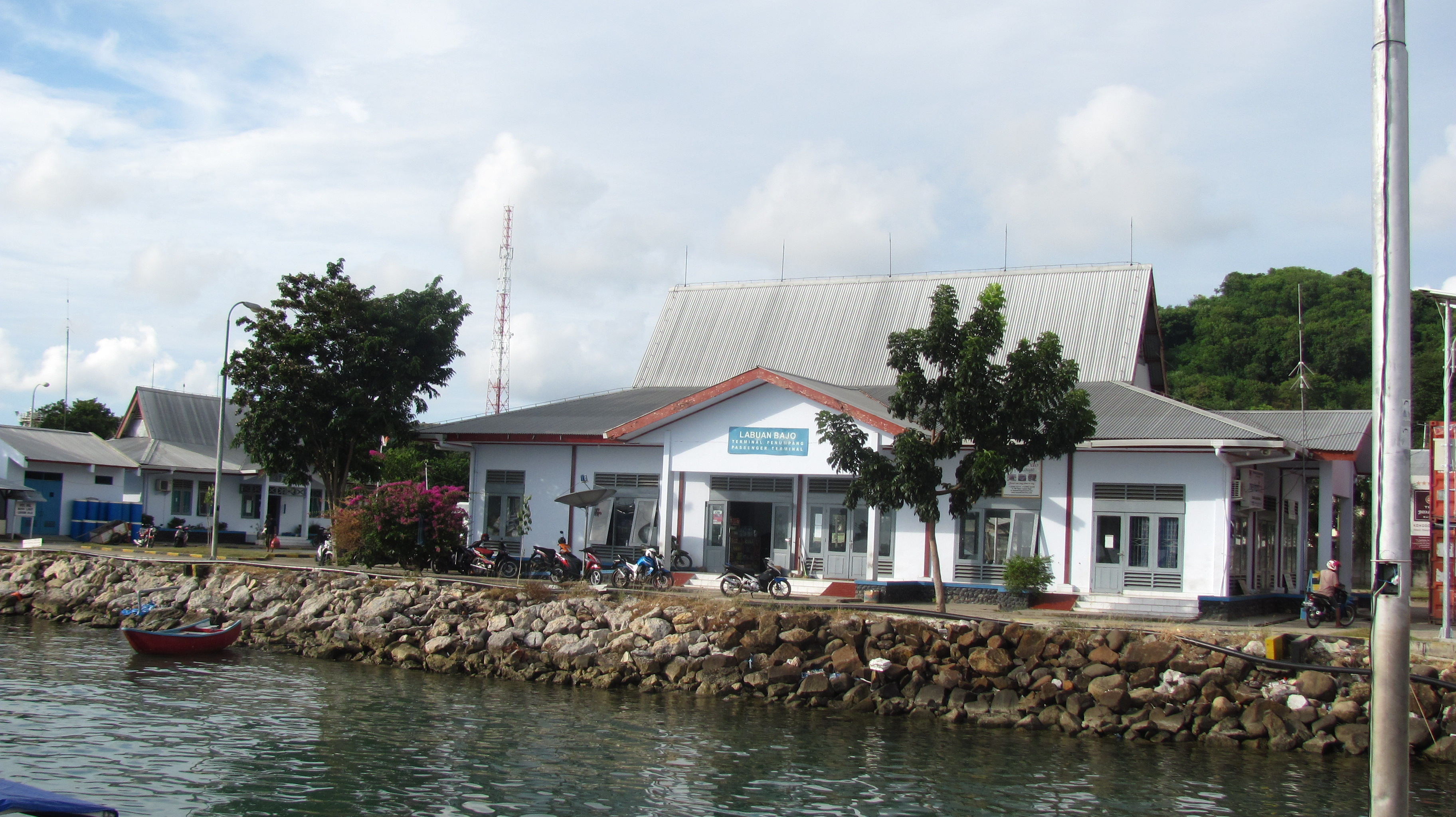
Puerto
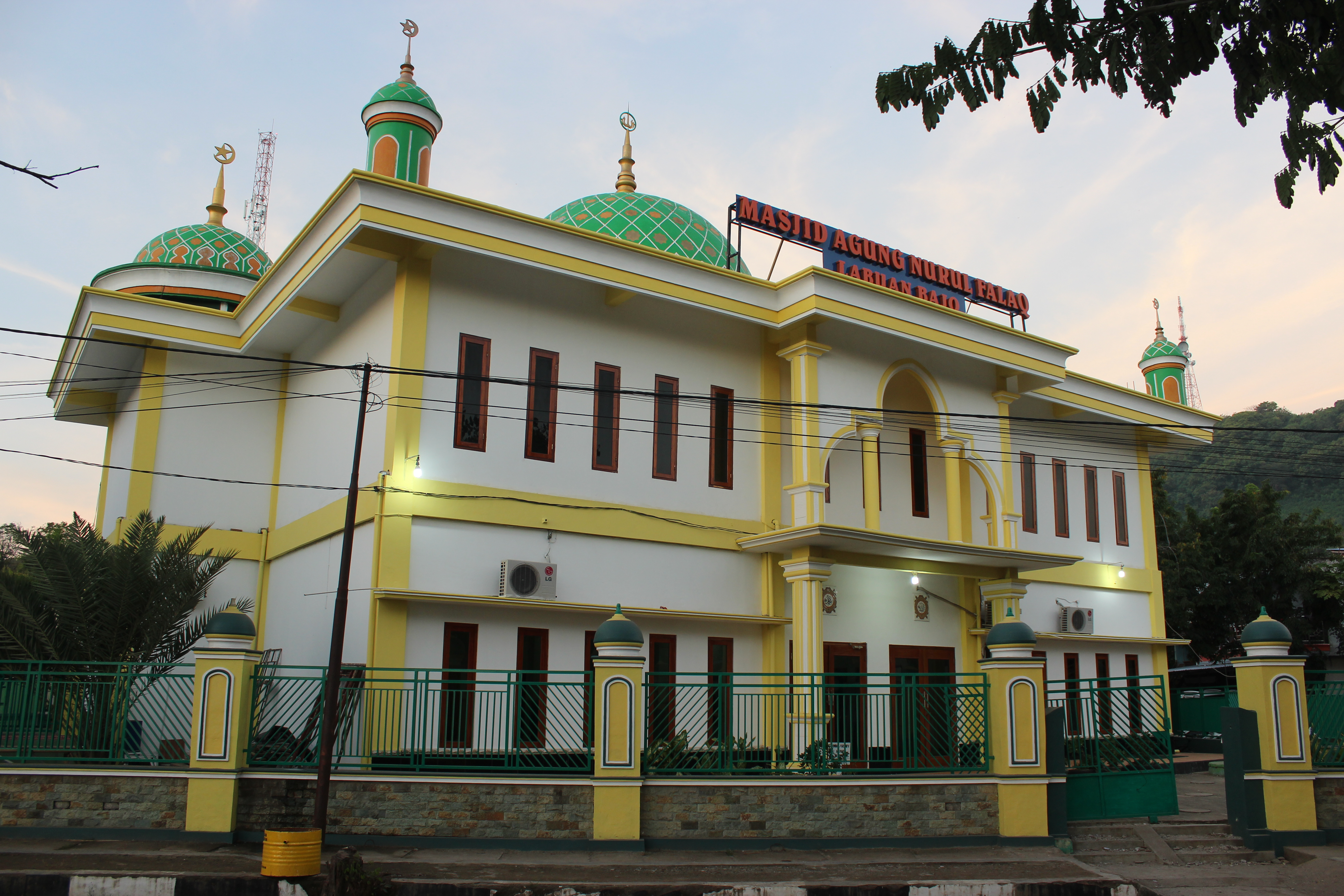
Masjid Agung Nurul Falaq
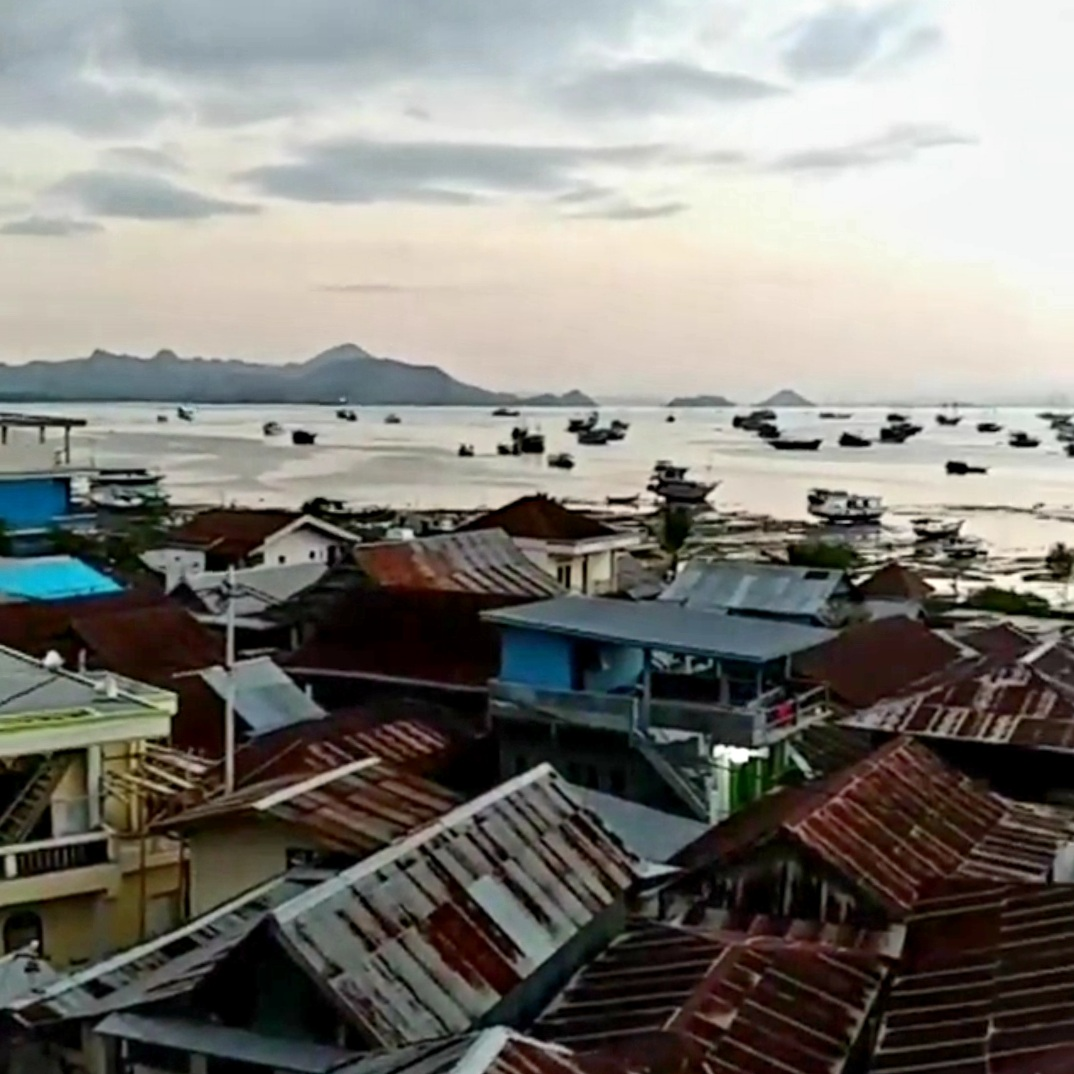
Puerto de Labuan Bajo
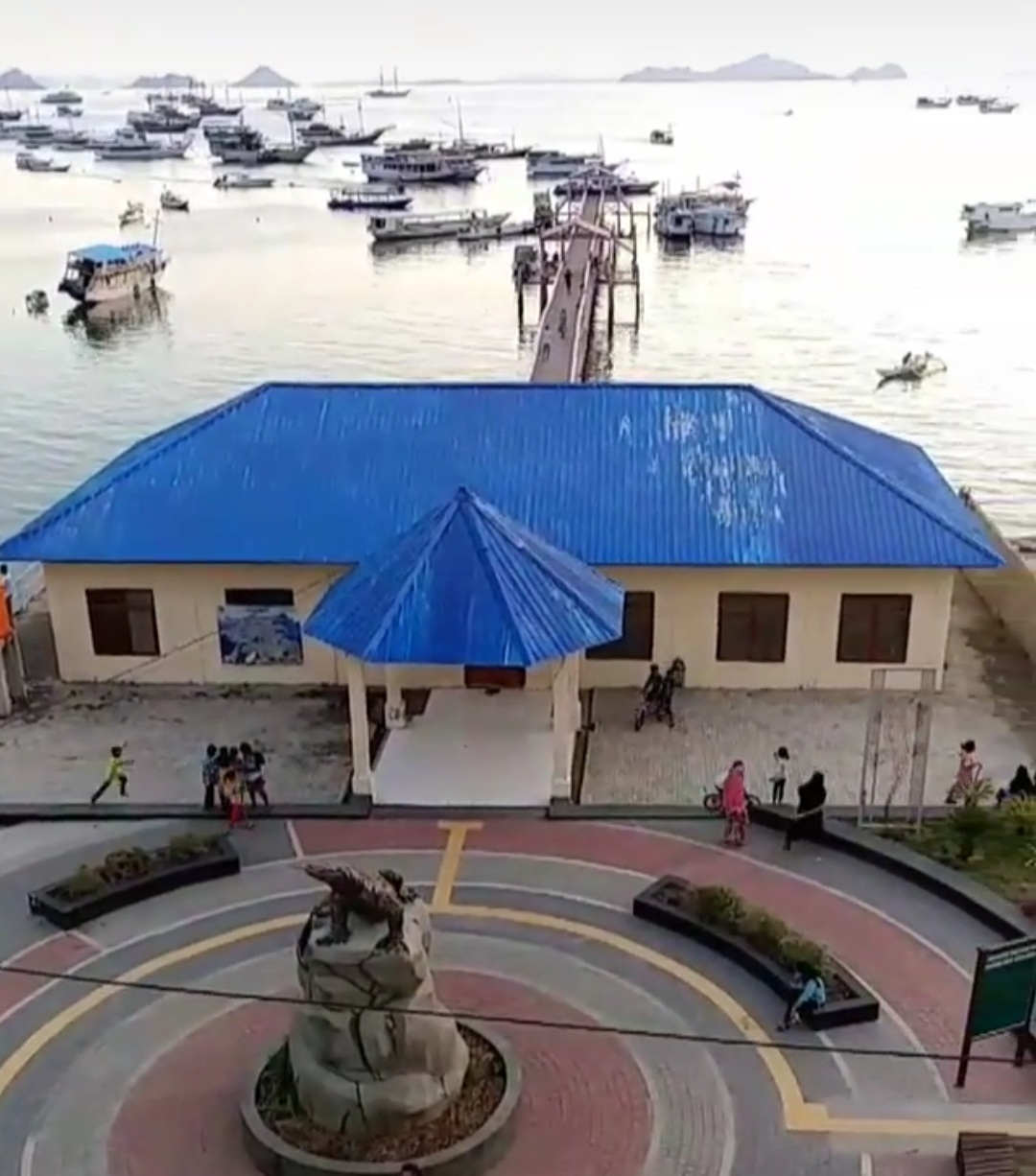
El edificio principal del puerto